# Megachile sikorae
Megachile sikorae là một loài Hymenoptera trong họ Megachilidae. Loài này được Friese mô tả khoa học năm 1900.